# John Morrissey
John Morrissey, född 12 februari 1831 i Templemore, Irland, död 1 maj 1878 i Saratoga Springs, New York, var en amerikansk boxare och politiker (demokrat). Han var ledamot av USA:s representanthus 1867–1871.
Morrissey efterträdde 1867 Nelson Taylor som kongressledamot och efterträddes 1871 av William R. Roberts. Hans grav finns på St. Peter's Cemetery Cemetery i Troy.